# 이종걸
이종걸(李鍾杰, 1957년 5월 22일~)은 대한민국의 정치인이다. 독립운동가인 이회영의 손자이고 대한민국의 첫 번째 부통령을 역임한 이시영의 조카손자이다.

## 생애

### 생애 초반
이종걸은 1957년 5월 22일에 서울특별시에서 태어났다. 독립운동가인 이회영과 그의 두번 째 부인인 한산 이씨 이은숙 사이의 아들인 이규동의 아들로 태어났다.이회영과 그의 첫번 째 부인인 달성 서씨 사이의 아들인 이규학의 아들이 이종찬이다.
서울덕수국민학교에 입학하였으나 안양으로 이사하여 만안국민학교로 전학하여 졸업하였다. 이 때부터 피아노를 배웠다 한다. 경기중학교 진학을 목적으로 열심히 도서관에 다니며 공부했으나 중학교가 무시험 전형으로 바뀌면서 예원학교 피아노과에 진학하게 되었다. 그는 완행열차를 타고 안양에서 서울에 있는 예원학교로 통학하였다. 예원학교의 유명한 동창으로는 소프라노 홍혜경, 첼리스트 조영창 등이 있었다. 그러나 진로를 변경하여 1973년 3월에 경기고등학교에 진학했다. 유신체제 시절에 학교를 다닌 그는 이 때부터 '귀있는 자 들어라'라는 유인물을 뿌리는 일에 가담하는 등 깨어있는 활동을 시작했다. 한편 경기고등학교에 진학한 이종걸은 자연과학을 전공하고 싶어 이과를 선택했지만 수학적 재능이 없음을 느끼고 문과로 전과하게 된다. 1976년 경기고등학교를 졸업하였다.
1977년에 성균관대학교 행정학과에 진학하였다. 대학 진학 이후 학생운동에 참여하면서 종로 경찰서 형사의 주요 시찰 대상이 되기도 했다. 이때 그는 아카데미 운동과, 서울 마포구 지역의 노동자 야학운동에 참여하여 야학 은강학교에서 노동자들을 가르쳤다. 그러나 학변자로 입대하여 3년간 복무하고 육군병장으로 만기전역하였다. 그 뒤 성균관대학교를 자퇴하고 1983년에 서울대학교 인문2계열에 입학하였다.
1987년 31세에 서울대학교 국사학과를 졸업한 후 다시 서울대학교 법과대학 공법학과에 3학년으로 학사편입하였고 이후 수석으로 졸업하였다. 서울대학교 법과대학에 재학 중 사법시험을 준비하여 1988년 제30회 사법시험에 응시하여 그해 10월에 최종 합격하였다. 1989년에 졸업한 후 사법연수원에 들어갔으며 변호사의 길을 택한다.

### 사회 활동 및 입법 활동

#### 인권변호사 시절
변호사 운동을 준비하여 연수원을 마치고, 1991년 변호사를 개업하였다. 한편 민주사회를 위한 변호사 모임(이하 민변)에서 인권변호사로서 사회활동을 시작했다. 그는 사법연수원 생활 2년차 때부터는 인권 변호사의 길을 준비하였으며, 그 무렵 시민운동가 박원순을 만나게 됐다. 후에 그는 잠시 박원순과 함께 사무실을 운영하기도 했다.
인권 변호사 생활을 하면서 이와 함께 전국연합 인권위원회 위원, 천주교 인권위원회 위원 등의 활동을 했다. 그리고 박원순과 함께 참여연대 설립에 기초를 마련했다. 이종걸은 당시 박원순과 사무실을 공동운영하면서 참여연대의 기초 사항을 작성하였다.
1991년 8월에는 최일숙(崔一淑) 변호사, 성심여대 사회학교수 이영자(李令子) 등과 함께 ‘성폭력특별법제정추진위원회’를 조직하였다. 한편 그는 인권 변호사 생활 중 10년간 교제하던 안양 출신의 정락경과 결혼하였다. 정락경은 이화여자대학교 의과 대학 마취과 부교수를 역임하였다.

#### 변론인 활동
이후 그는 박노해, 백태웅 등의 사노맹사건, 유서대필사건, 등 많은 시국관련사건과 인권관련사건을 맡아 승소하였고, 1994년부터 최은순(崔銀順) 변호사 등과 함께 서울대 우조교 성희롱 사건을 담당하여 승소하기도 하였다.
매일경제신문사 부설 ‘머니라인’의 운영위원으로 금융의 흐름에 대한 법률자문을 하고 있으며, 현대, 대우, 삼성 등의 기업실무에 대한 법률자문을 했다. 노동분야에서는 건설회사와 전자통신 분야 노동조합의 법률자문을 역임했다. 또한 7년 이상 한국소비자보호원의 소비자법 소비자 인권에 관한 자문변호사로 활동했다.
법제정 분야에서도 활동하여 성폭력특별법 제정 및 가정폭력특별법 제정을 위한 범국민운동본부에도 참여, 여성인권운동 초안을 작성하였다. 여성인권운동 초안을 작성한 공적으로 1998년 3월에 열린 한국여성대회에서 '한국여성운동상'을 수상했고 1999년 여성신문사 선정 '여성인권에 가장 기여한 남성 10인'에 선정되기도 하였다. 또한 가정폭력특별법 제정에도 참여하였다. 1999년 11월에 새정치국민회의에서 변호사 20인을 영입할 때 조배숙, 정성호 등과 함께 영입되어 이듬해 총선에 입후보하였다.

#### 사회단체 활동
한국성폭력상담소 이사와 역사문제연구소 이사, 운영위원, 사회과학연구소 감사, 천주교 인권위원회 인권위원 등에 위촉되었다. 관공서의 자문역으로는국립사회복지연수원과 국립보건연구원의 강사, 경찰청 경찰개혁위원회 위원, 공정거래위원회 하도급 자문위원 등에 위촉되었다.
강단 활동으로는 공무원교육원 강사, 서울시립대학교 세무학과 강사, 미국 보스턴 대학교 객원연구원 등으로 서기도 했다. 대한민국 임시정부 기념사업회의 이사로도 위촉되었다.

### 정치 활동

#### 정치 입문 초기
2000년 4월 제16대 국회의원(새천년민주당, 안양 만안구)에 출마하여 당선되었고 2002년 당시 새천년민주당 노무현 캠프에서 활동하였다. 이때 그는 대통령후보 노무현 비서실 차장이 되었다가 선거 직전인 12월에는 노무현 후보자 수행실장역을 맡았다. 그뒤 노무현 대통령 당선 후 2004년 4월 제17대 국회의원(열린우리당, 안양 만안구)에 출마, 재선되었고 5월에는 열린우리당 원내 수석부대표로 선출되었다. 또한 2004년 5월부터 대한농구협회 회장을 맡기도 했다.
2008년 5월 제18대 국회의원에 재선되고 8월 국회 문화체육관광방송통신위원회 위원, 국회 교육과학기술위원회 위원이 되었으며 2008년 12월 민주당내 소장파 모임인 민주연대 공동대표를 맡았다. 2009년 7월에는 18대 국회 후반기 국회 교육과학기술위원회 위원장에 선임되었다.

#### 2010년 이후
2010년초 경기도지사에 예비후보로 입후보하여 김진표의원(수원영통)과 당내 경선을 거쳐야 하나 경선 전 2일전에 사퇴하였다. 그러나 김진표의원도 유시민과 당대당 경선하였으나 패배하였다. 2010년 6월 국회 기획재정위원회 위원, 국회 예산결산특별위원회 위원이 되었다. 2012년 5월 제19대 국회의원에 재선되고 다시 국회 기획재정위원회 위원, 국회 예산결산특별위원회 위원을 겸임하였다. 그해 장자연 자살 사건에 관련된 언론사 사주들의 실명을 언론에 폭로하여 화제가 되기도 하였다.

## 학력
- 1964년 서울덕수국민학교 입학
- 1970년 만안국민학교 졸업
- 1973년 예원학교 피아노과 졸업
- 1976년 경기고등학교 졸업
- 1982년 성균관대학교 행정학과 중퇴
- 1987년 서울대학교 국사학과 전과
- 1989년 서울대학교 법과대학 공법학과 학사
- 2008년 한국방송통신대학교 중어중문학과 학사

## 경력
- 1988년: 제30회 사법시험 합격
- 1992년 한국기독학생회총연맹회원
- 1994년: 한국성폭력상담소 이사
- 1998년: 안양지역시민연대 공동대표
- 2000년 4월 13일: 대한민국 제16대 국회의원 선거 당선(경기 안양시 만안구, 새천년민주당, 초선)
- 2004년 4월 15일: 대한민국 제17대 국회의원 선거 당선(경기 안양시 만안구, 열린우리당, 재선)
- 2004년 5월~2005년 4월: 열린우리당 원내수석부대표
- 2004년 5월~2013년 2월: 제30,31대 대한농구협회 회장
- 2008년 4월 9일: 대한민국 제18대 국회의원 선거 당선(경기 안양시 만안구, 통합민주당, 3선)
- 2008년 12월: 민주연대 공동대표(민주당)
- 2009년 7월: 국회 교육과학기술위원회 위원장(전)
- 2010년 6월~2018년 5월: 국회 기획재정위원회 위원, 국회 예산결산특별위원회 위원
- 2012년 4월 11일: 대한민국 제19대 국회의원 선거 당선(경기 안양시 만안구, 민주통합당, 4선)
- 2015년 5월 7일~2016년 5월 4일: 새정치민주연합 / 더불어민주당 원내대표
- 2016년 4월 13일: 대한민국 제20대 국회의원 선거 당선(경기 안양시 만안구, 더불어민주당, 5선)
- 2020년 8월~2023년 4월: 제10대 민족화해협력범국민협의회 대표상임의장
- 2023년~: 더불어민주당 일반고문
- 2023년 12월~2024년 2월: 제22대 국회의원 선거 서울 종로구 더불어민주당 국회의원 예비후보

## 수상 경력
- 서울대학교 법과대학학장상
- 1999년 여성신문사 선정 '여성인권에 가장 기여한 남성 10인'에 선정
- 2005년 정보통신부 장관 공로패 수상
- 백봉신사상 수상

## 전과
- 사문서위조, 위조사문서행사: 벌금 300만원 - 1999년 10월 28일 선고[6]

## 저서
- 인터넷과유비쿼터스시대의생활법률 - 출판사: U북(ISBN 978-89-91738-12-6)
- 컨버전스시대의 정보통신정책 (기술의 변화, 규제에서 자율로 패러다임의 대전환, 증보판) - 출판사: U북 (ISBN 978-89-91738-13-3)
- 희망의 정치, 따뜻한 개혁 - 출판사: 한울(ISBN 89-460-3201-4)

## 논란

### 월권 정치 논란
2015년 6월 24일 새정치민주연합 문재인 대표가 신임 사무총장에 최재성 의원을 임명하자, 이종걸 원내대표는 당일 당 최고위원회에 불참했다. 이종걸은 문 대표의 최 사무총장 인선 강행에 대해 그동안 강하게 반대해왔다. 그는 전날 사무총장 인선 뒤 문 대표에게 강한 거부감을 나타내기도 했다.

그러나 당내 한 관계자는 "이종걸 원내대표가 최재성 의원을 친노라서 반대한다고 하는데 사실 최 의원은 정세균 계보로 더 들여다보면 최 의원에 대한 개인적 감정이 좋지 않기 때문일 것이다. 두 의원이 18대 국회 시절 교육과학기술위원회를 같이 하면서 고성이 오갈 정도로 마찰을 빚었던 적이 있다"며 "당시 이 원내대표가 불쾌감을 느꼈을 것" 이라고 설명했다. 이외에도 2009년 2월 최 의원은 당시 정동영 전 의원의 전주 덕진 출마를 반대하는 '개혁과 미래모임' 소속으로 정 전 의원의 출마를 지지하는 '민주연대'에 속한 이 원내대표와 대립각을 형성한 바 있다. 최 의원 측 관계자는 서울경제신문과의 통화에서 "이 원내대표가 최 의원이 친노계라서 안 된다고 하면서 역시 친노인 노영민 의원을 사무총장 대안으로 제시한 이유는 이해할 수 없다"고 토로했다.

이에 대해 같은 당 소속인 진성준 전략기획위원장은 "애초에 당을 대표하고 당무를 총괄하는 당대표가 당무를 책임질 적임자라고 생각한 사람을 사무총장으로 임명을 못하는 게 말이 되느냐. 사무총장 인선을 놓고 이종걸 원내대표가 과도하게 문제제기를 했던 걸로 기억하고 있는데, 그건 월권적 행위라고 생각한다."고 비판했다.

### 당무 거부 논란
2015년 12월 8일 이종걸 원내대표는 더불어민주당 문재인 대표에게 전화를 걸어 "내일부터 최고위에 불참하겠다"고 전했다.
이에 대해 문재인 대표는 "원내대표가 그래서야 되겠느냐", "한쪽(비주류) 편만 드는 것 아니냐"는 등의 말을 하며 격노하였다.
야당 대표와 원내대표 사무실은 국회 본청 2층에 붙어있는데도 비서실장을 통해 시간까지 조율해가며 전화로 대화했다는 것도 논란이 되었고, 문재인 대표는 비주류 특전 의원들을 거론하면서 "이런 사람들과 어울려 지도부나 흔들면 되겠느냐"고도 말하였다.

이에 더불어민주당 소속의 한 수도권 의원은 기자와의 통화에서 "(이종걸의 최고위 불참은)아주 적절하지 않다. 원내대표는 여당과 현안에 대해서 협의도 하고 문제를 정리해야 하는 자리다"라며 "자연히 당의 최고의결기구인 최고위원회에 참석하지 않으면 많은 차질이 발생할수 밖에 없다. 많은 의원들이 적절하지 않다는데 공감하고 있다"고 전했다.

### 부산 마이너리티 발언 논란
2016년 1월 5일 국회 취재기자들과의 기자간담회에서 이종걸은 더불어민주당 문재인 대표에 대한 생각을 묻는 기자의 질문에 "문 대표와는 어제도 만났는데 생각이 변한 것이 없더라. 문 대표도 그렇고 조경태 의원도 그렇고 부산 마이너리티들이 고집이 대단하다. 신흥무관학교 주축도 양산농조 출신들이었다. 박헌영도 거기 출신이다. 부산 개혁파가 여의도랑 언어가 다른 것 같다. 과연 부산 개혁파가 여의도 바꿀 힘이 있느냐." 라고 비하 발언을 했다며 일부에서 지적하기도 했다.
그는 "조경태 의원도 그렇고, 노무현 대통령도 언어마찰이 많아서, 그것 때문에 후단협(후보단일화추진협의회)도 생기고 그랬다."
"노무현 대통령이 일본에 국빈방문할 때 내가 같이 가서 오사카, 교토에 있는 한통련을 방문했다. 그분들도 센 분들인데 다 밀양, 사천 출신들이었다. 부산 개혁파와 여의도는 언어가 다른 것 같다." 며 故 노무현 전 대통령까지 비판했기에, 친노들의 반감을 샀다.

## 가족 관계
- 증조부: 이유승
  - 종조부: 이시영
  - 할아버지: 이회영
  - 할머니: 달성 서씨 - 이회영의 전처
    - 이복 큰아버지: 이규룡
    - 이복 큰아버지: 이규학
    - 이복 큰어머니: 조계진, 흥선대원군의 외손녀
      - 사촌 형: 이종찬

  - 할머니: 한산 이씨 이은숙 - 이회영의 후처. 아버지 이규동의 생모
    - 고모: 이규숙
    - 아버지: 이규동 - 이회영의 5남
    - 어머니: 변봉섭
      - 부인: 정락경
        - 딸: 2녀

## 역대 선거 결과
|  | 38.81% |

|  | 51.90% |

|  | 44.64% |

|  | 50.87% |

|  | 45.39% |

## 소속 정당
| 소속 정당 | 소속 정당      | 소속 기간 | 비고           |
| --------- | -------------- | --------- | -------------- |
|           | 새천년민주당   | 2000~2003 | 정계 입문      |
|           | 무소속         | 2003      | 탈당           |
|           | 열린우리당     | 2003~2007 | 창당           |
|           | 무소속         | 2007      | 탈당           |
|           | 대통합민주신당 | 2007~2008 | 창당           |
|           | 통합민주당     | 2008      | 합당           |
|           | 민주당         | 2008~2011 | 당명 변경      |
|           | 민주통합당     | 2011~2013 | 합당           |
|           | 민주당         | 2013~2014 | 당명 변경      |
|           | 새정치민주연합 | 2014~2015 | 합당           |
|           | 더불어민주당   | 2015~2020 | 당명 변경      |
|           | 무소속         | 2020      | 탈당           |
|           | 더불어시민당   | 2020      | 창당           |
|           | 더불어민주당   | 2020~현재 | 합당 정계 은퇴 |

## 같이 보기
- 안양시 만안구의 국회의원
- 안양시 만안구 (선거구)